# Finola O'Donnell
Finola O'Donnell va ser una noble irlandesa del segle xv recordada per ser cofundadora del monestir franciscà de Donegal.
Finola Va néixer a O'Brien (Conor-na-Srona) i més tard es va casar amb Hugh Roe O'Donnell, fill de Niall Garve O'Donnell. Segons les fonts documentals, era una dona molt caritativa.
El 1474, Finola O'Donnell va ajudar establir el monestir franciscà de Donegal amb el seu marit. El monestir va ser lliurat als frares de sant Francesc d'Assís. Es va significar com un espai “per la prosperitat de les seves ànimes” així com un “lloc d'enterrament per ells i els seus descendents”. Finola morí el 1528.
Entre els anys de 1632 i 1636, el monestir va servir de lloc per a la redacció dels Annals dels quatre mestres. Els autors van estudiar buscar informació durant les estacions càlides i es van quedar al monestir per escriure durant els mesos d'hivern.